# Sceloporus lemosespinali
Sceloporus lemosespinali là một loài thằn lằn trong họ Phrynosomatidae. Loài này được Lara-Góngora mô tả khoa học đầu tiên năm 2004.